# Lista di asteroidi (103001-104000)
Di seguito una lista di asteroidi dal numero 103001 al 104000 con data di scoperta e scopritore.

## 103001-103100
| Nome                    | Designazione provvisoria | Data di scoperta | Scopritore             |
| ----------------------- | ------------------------ | ---------------- | ---------------------- |
| 103001 -                | 1999 XW95                | 9 dicembre 1999  | T. Kobayashi           |
| 103002 -                | 1999 XH98                | 7 dicembre 1999  | LINEAR                 |
| 103003 -                | 1999 XN98                | 7 dicembre 1999  | LINEAR                 |
| 103004 -                | 1999 XR98                | 7 dicembre 1999  | LINEAR                 |
| 103005 -                | 1999 XN99                | 7 dicembre 1999  | LINEAR                 |
| 103006 -                | 1999 XW99                | 7 dicembre 1999  | LINEAR                 |
| 103007 -                | 1999 XD100               | 7 dicembre 1999  | LINEAR                 |
| 103008 -                | 1999 XX100               | 7 dicembre 1999  | LINEAR                 |
| 103009 -                | 1999 XW101               | 7 dicembre 1999  | LINEAR                 |
| 103010 -                | 1999 XQ102               | 7 dicembre 1999  | LINEAR                 |
| 103011 -                | 1999 XG103               | 7 dicembre 1999  | LINEAR                 |
| 103012 -                | 1999 XT103               | 7 dicembre 1999  | LINEAR                 |
| 103013 -                | 1999 XV103               | 7 dicembre 1999  | LINEAR                 |
| 103014 -                | 1999 XD104               | 9 dicembre 1999  | T. Kagawa              |
| 103015 Gianfrancomarcon | 1999 XF104               | 8 dicembre 1999  | Campo Catino           |
| 103016 Davidčástek      | 1999 XH105               | 8 dicembre 1999  | P. Pravec, P. Kušnirák |
| 103017 -                | 1999 XR105               | 11 dicembre 1999 | J. M. Roe              |
| 103018 -                | 1999 XW105               | 11 dicembre 1999 | T. Kobayashi           |
| 103019 -                | 1999 XG106               | 11 dicembre 1999 | P. G. Comba            |
| 103020 -                | 1999 XP106               | 4 dicembre 1999  | CSS                    |
| 103021 -                | 1999 XM109               | 4 dicembre 1999  | CSS                    |
| 103022 -                | 1999 XU109               | 4 dicembre 1999  | CSS                    |
| 103023 -                | 1999 XD110               | 4 dicembre 1999  | CSS                    |
| 103024 -                | 1999 XG110               | 4 dicembre 1999  | CSS                    |
| 103025 -                | 1999 XQ110               | 5 dicembre 1999  | CSS                    |
| 103026 -                | 1999 XN111               | 8 dicembre 1999  | CSS                    |
| 103027 -                | 1999 XS112               | 11 dicembre 1999 | LINEAR                 |
| 103028 -                | 1999 XJ114               | 11 dicembre 1999 | LINEAR                 |
| 103029 -                | 1999 XL114               | 11 dicembre 1999 | LINEAR                 |
| 103030 -                | 1999 XH115               | 4 dicembre 1999  | CSS                    |
| 103031 -                | 1999 XN115               | 4 dicembre 1999  | CSS                    |
| 103032 -                | 1999 XJ116               | 5 dicembre 1999  | CSS                    |
| 103033 -                | 1999 XP116               | 5 dicembre 1999  | CSS                    |
| 103034 -                | 1999 XD117               | 5 dicembre 1999  | CSS                    |
| 103035 -                | 1999 XY117               | 5 dicembre 1999  | CSS                    |
| 103036 -                | 1999 XP118               | 5 dicembre 1999  | CSS                    |
| 103037 -                | 1999 XK119               | 5 dicembre 1999  | CSS                    |
| 103038 -                | 1999 XR119               | 5 dicembre 1999  | CSS                    |
| 103039 -                | 1999 XB121               | 5 dicembre 1999  | CSS                    |
| 103040 -                | 1999 XH121               | 5 dicembre 1999  | CSS                    |
| 103041 -                | 1999 XN121               | 5 dicembre 1999  | CSS                    |
| 103042 -                | 1999 XO122               | 7 dicembre 1999  | CSS                    |
| 103043 -                | 1999 XP122               | 7 dicembre 1999  | CSS                    |
| 103044 -                | 1999 XH123               | 7 dicembre 1999  | CSS                    |
| 103045 -                | 1999 XH128               | 7 dicembre 1999  | LINEAR                 |
| 103046 -                | 1999 XU128               | 12 dicembre 1999 | LINEAR                 |
| 103047 -                | 1999 XV128               | 12 dicembre 1999 | LINEAR                 |
| 103048 -                | 1999 XW128               | 12 dicembre 1999 | LINEAR                 |
| 103049 -                | 1999 XF129               | 12 dicembre 1999 | LINEAR                 |
| 103050 -                | 1999 XV129               | 12 dicembre 1999 | LINEAR                 |
| 103051 -                | 1999 XD130               | 12 dicembre 1999 | LINEAR                 |
| 103052 -                | 1999 XT131               | 12 dicembre 1999 | LINEAR                 |
| 103053 -                | 1999 XH134               | 12 dicembre 1999 | LINEAR                 |
| 103054 -                | 1999 XL134               | 12 dicembre 1999 | LINEAR                 |
| 103055 -                | 1999 XR134               | 5 dicembre 1999  | LINEAR                 |
| 103056 -                | 1999 XX134               | 5 dicembre 1999  | LINEAR                 |
| 103057 -                | 1999 XN135               | 8 dicembre 1999  | LINEAR                 |
| 103058 -                | 1999 XQ135               | 8 dicembre 1999  | LINEAR                 |
| 103059 -                | 1999 XV136               | 14 dicembre 1999 | C. W. Juels            |
| 103060 -                | 1999 XD137               | 5 dicembre 1999  | LONEOS                 |
| 103061 -                | 1999 XZ138               | 5 dicembre 1999  | Spacewatch             |
| 103062 -                | 1999 XU139               | 2 dicembre 1999  | Spacewatch             |
| 103063 -                | 1999 XL140               | 2 dicembre 1999  | Spacewatch             |
| 103064 -                | 1999 XF141               | 3 dicembre 1999  | Spacewatch             |
| 103065 -                | 1999 XH141               | 4 dicembre 1999  | Spacewatch             |
| 103066 -                | 1999 XO141               | 15 dicembre 1999 | Spacewatch             |
| 103067 -                | 1999 XA143               | 14 dicembre 1999 | LINEAR                 |
| 103068 -                | 1999 XD145               | 7 dicembre 1999  | Spacewatch             |
| 103069 -                | 1999 XN145               | 7 dicembre 1999  | Spacewatch             |
| 103070 -                | 1999 XC148               | 7 dicembre 1999  | Spacewatch             |
| 103071 -                | 1999 XU150               | 8 dicembre 1999  | Spacewatch             |
| 103072 -                | 1999 XJ151               | 13 dicembre 1999 | LONEOS                 |
| 103073 -                | 1999 XO151               | 7 dicembre 1999  | Spacewatch             |
| 103074 -                | 1999 XZ151               | 7 dicembre 1999  | Spacewatch             |
| 103075 -                | 1999 XC152               | 8 dicembre 1999  | Spacewatch             |
| 103076 -                | 1999 XM152               | 13 dicembre 1999 | LONEOS                 |
| 103077 -                | 1999 XA153               | 7 dicembre 1999  | LINEAR                 |
| 103078 -                | 1999 XX153               | 8 dicembre 1999  | LINEAR                 |
| 103079 -                | 1999 XS157               | 8 dicembre 1999  | LINEAR                 |
| 103080 -                | 1999 XG158               | 8 dicembre 1999  | LINEAR                 |
| 103081 -                | 1999 XQ158               | 8 dicembre 1999  | LINEAR                 |
| 103082 -                | 1999 XO159               | 8 dicembre 1999  | LINEAR                 |
| 103083 -                | 1999 XY159               | 8 dicembre 1999  | LINEAR                 |
| 103084 -                | 1999 XO160               | 8 dicembre 1999  | LINEAR                 |
| 103085 -                | 1999 XB161               | 12 dicembre 1999 | LINEAR                 |
| 103086 -                | 1999 XZ161               | 13 dicembre 1999 | LINEAR                 |
| 103087 -                | 1999 XW162               | 8 dicembre 1999  | Spacewatch             |
| 103088 -                | 1999 XD163               | 8 dicembre 1999  | Spacewatch             |
| 103089 -                | 1999 XL163               | 8 dicembre 1999  | Spacewatch             |
| 103090 -                | 1999 XO163               | 8 dicembre 1999  | Spacewatch             |
| 103091 -                | 1999 XJ164               | 8 dicembre 1999  | LINEAR                 |
| 103092 -                | 1999 XU164               | 8 dicembre 1999  | LINEAR                 |
| 103093 -                | 1999 XD166               | 10 dicembre 1999 | LINEAR                 |
| 103094 -                | 1999 XA167               | 10 dicembre 1999 | LINEAR                 |
| 103095 -                | 1999 XH167               | 10 dicembre 1999 | LINEAR                 |
| 103096 -                | 1999 XM167               | 10 dicembre 1999 | LINEAR                 |
| 103097 -                | 1999 XJ168               | 10 dicembre 1999 | LINEAR                 |
| 103098 -                | 1999 XA173               | 10 dicembre 1999 | LINEAR                 |
| 103099 -                | 1999 XL173               | 10 dicembre 1999 | LINEAR                 |
| 103100 -                | 1999 XU173               | 10 dicembre 1999 | LINEAR                 |

## 103101-103200
| Nome     | Designazione provvisoria | Data di scoperta | Scopritore |
| -------- | ------------------------ | ---------------- | ---------- |
| 103101 - | 1999 XD174               | 10 dicembre 1999 | LINEAR     |
| 103102 - | 1999 XF174               | 10 dicembre 1999 | LINEAR     |
| 103103 - | 1999 XM174               | 10 dicembre 1999 | LINEAR     |
| 103104 - | 1999 XW174               | 10 dicembre 1999 | LINEAR     |
| 103105 - | 1999 XB175               | 10 dicembre 1999 | LINEAR     |
| 103106 - | 1999 XT176               | 10 dicembre 1999 | LINEAR     |
| 103107 - | 1999 XE177               | 10 dicembre 1999 | LINEAR     |
| 103108 - | 1999 XF177               | 10 dicembre 1999 | LINEAR     |
| 103109 - | 1999 XN177               | 10 dicembre 1999 | LINEAR     |
| 103110 - | 1999 XP177               | 10 dicembre 1999 | LINEAR     |
| 103111 - | 1999 XY177               | 10 dicembre 1999 | LINEAR     |
| 103112 - | 1999 XA178               | 10 dicembre 1999 | LINEAR     |
| 103113 - | 1999 XD178               | 10 dicembre 1999 | LINEAR     |
| 103114 - | 1999 XH178               | 10 dicembre 1999 | LINEAR     |
| 103115 - | 1999 XN180               | 10 dicembre 1999 | LINEAR     |
| 103116 - | 1999 XD181               | 12 dicembre 1999 | LINEAR     |
| 103117 - | 1999 XY181               | 12 dicembre 1999 | LINEAR     |
| 103118 - | 1999 XY182               | 12 dicembre 1999 | LINEAR     |
| 103119 - | 1999 XR184               | 12 dicembre 1999 | LINEAR     |
| 103120 - | 1999 XN185               | 12 dicembre 1999 | LINEAR     |
| 103121 - | 1999 XP188               | 12 dicembre 1999 | LINEAR     |
| 103122 - | 1999 XA189               | 12 dicembre 1999 | LINEAR     |
| 103123 - | 1999 XG189               | 12 dicembre 1999 | LINEAR     |
| 103124 - | 1999 XD190               | 12 dicembre 1999 | LINEAR     |
| 103125 - | 1999 XQ191               | 12 dicembre 1999 | LINEAR     |
| 103126 - | 1999 XX191               | 12 dicembre 1999 | LINEAR     |
| 103127 - | 1999 XR194               | 12 dicembre 1999 | LINEAR     |
| 103128 - | 1999 XZ195               | 12 dicembre 1999 | LINEAR     |
| 103129 - | 1999 XA196               | 12 dicembre 1999 | LINEAR     |
| 103130 - | 1999 XR196               | 12 dicembre 1999 | LINEAR     |
| 103131 - | 1999 XK197               | 12 dicembre 1999 | LINEAR     |
| 103132 - | 1999 XY198               | 12 dicembre 1999 | LINEAR     |
| 103133 - | 1999 XX199               | 12 dicembre 1999 | LINEAR     |
| 103134 - | 1999 XE202               | 12 dicembre 1999 | LINEAR     |
| 103135 - | 1999 XL202               | 12 dicembre 1999 | LINEAR     |
| 103136 - | 1999 XF203               | 12 dicembre 1999 | LINEAR     |
| 103137 - | 1999 XN203               | 12 dicembre 1999 | LINEAR     |
| 103138 - | 1999 XP204               | 12 dicembre 1999 | LINEAR     |
| 103139 - | 1999 XS205               | 12 dicembre 1999 | LINEAR     |
| 103140 - | 1999 XB206               | 12 dicembre 1999 | LINEAR     |
| 103141 - | 1999 XF206               | 12 dicembre 1999 | LINEAR     |
| 103142 - | 1999 XM207               | 12 dicembre 1999 | LINEAR     |
| 103143 - | 1999 XY208               | 13 dicembre 1999 | LINEAR     |
| 103144 - | 1999 XY209               | 13 dicembre 1999 | LINEAR     |
| 103145 - | 1999 XQ210               | 13 dicembre 1999 | LINEAR     |
| 103146 - | 1999 XS210               | 13 dicembre 1999 | LINEAR     |
| 103147 - | 1999 XU212               | 14 dicembre 1999 | LINEAR     |
| 103148 - | 1999 XQ213               | 14 dicembre 1999 | LINEAR     |
| 103149 - | 1999 XC215               | 14 dicembre 1999 | LINEAR     |
| 103150 - | 1999 XP215               | 14 dicembre 1999 | LINEAR     |
| 103151 - | 1999 XR217               | 13 dicembre 1999 | Spacewatch |
| 103152 - | 1999 XR220               | 14 dicembre 1999 | LINEAR     |
| 103153 - | 1999 XT220               | 14 dicembre 1999 | LINEAR     |
| 103154 - | 1999 XZ221               | 15 dicembre 1999 | LINEAR     |
| 103155 - | 1999 XN222               | 15 dicembre 1999 | LINEAR     |
| 103156 - | 1999 XT222               | 15 dicembre 1999 | LINEAR     |
| 103157 - | 1999 XU223               | 13 dicembre 1999 | Spacewatch |
| 103158 - | 1999 XB224               | 13 dicembre 1999 | Spacewatch |
| 103159 - | 1999 XP224               | 13 dicembre 1999 | Spacewatch |
| 103160 - | 1999 XW224               | 13 dicembre 1999 | Spacewatch |
| 103161 - | 1999 XF225               | 13 dicembre 1999 | Spacewatch |
| 103162 - | 1999 XZ225               | 13 dicembre 1999 | Spacewatch |
| 103163 - | 1999 XR226               | 14 dicembre 1999 | Spacewatch |
| 103164 - | 1999 XX226               | 15 dicembre 1999 | Spacewatch |
| 103165 - | 1999 XN227               | 15 dicembre 1999 | Spacewatch |
| 103166 - | 1999 XT227               | 15 dicembre 1999 | Spacewatch |
| 103167 - | 1999 XS228               | 14 dicembre 1999 | Spacewatch |
| 103168 - | 1999 XW228               | 14 dicembre 1999 | Spacewatch |
| 103169 - | 1999 XR229               | 7 dicembre 1999  | CSS        |
| 103170 - | 1999 XL230               | 7 dicembre 1999  | LONEOS     |
| 103171 - | 1999 XC231               | 7 dicembre 1999  | CSS        |
| 103172 - | 1999 XL231               | 8 dicembre 1999  | CSS        |
| 103173 - | 1999 XS233               | 4 dicembre 1999  | LONEOS     |
| 103174 - | 1999 XK234               | 4 dicembre 1999  | LONEOS     |
| 103175 - | 1999 XS234               | 3 dicembre 1999  | LONEOS     |
| 103176 - | 1999 XT234               | 3 dicembre 1999  | LONEOS     |
| 103177 - | 1999 XU234               | 3 dicembre 1999  | LONEOS     |
| 103178 - | 1999 XL235               | 2 dicembre 1999  | Spacewatch |
| 103179 - | 1999 XO236               | 5 dicembre 1999  | LONEOS     |
| 103180 - | 1999 XF237               | 5 dicembre 1999  | CSS        |
| 103181 - | 1999 XR237               | 5 dicembre 1999  | CSS        |
| 103182 - | 1999 XJ238               | 2 dicembre 1999  | Spacewatch |
| 103183 - | 1999 XA239               | 6 dicembre 1999  | Spacewatch |
| 103184 - | 1999 XG239               | 6 dicembre 1999  | LINEAR     |
| 103185 - | 1999 XD242               | 13 dicembre 1999 | CSS        |
| 103186 - | 1999 XH242               | 13 dicembre 1999 | LONEOS     |
| 103187 - | 1999 XS242               | 13 dicembre 1999 | LINEAR     |
| 103188 - | 1999 XT242               | 13 dicembre 1999 | LINEAR     |
| 103189 - | 1999 XV242               | 13 dicembre 1999 | LINEAR     |
| 103190 - | 1999 XD243               | 2 dicembre 1999  | LINEAR     |
| 103191 - | 1999 XE243               | 3 dicembre 1999  | LONEOS     |
| 103192 - | 1999 XF243               | 5 dicembre 1999  | LONEOS     |
| 103193 - | 1999 XG243               | 5 dicembre 1999  | LONEOS     |
| 103194 - | 1999 XX243               | 5 dicembre 1999  | LONEOS     |
| 103195 - | 1999 XZ243               | 5 dicembre 1999  | LONEOS     |
| 103196 - | 1999 XA244               | 5 dicembre 1999  | LONEOS     |
| 103197 - | 1999 XZ247               | 6 dicembre 1999  | LINEAR     |
| 103198 - | 1999 XT248               | 6 dicembre 1999  | LINEAR     |
| 103199 - | 1999 XE249               | 6 dicembre 1999  | LINEAR     |
| 103200 - | 1999 XL249               | 6 dicembre 1999  | LINEAR     |

## 103201-103300
| Nome                 | Designazione provvisoria | Data di scoperta | Scopritore               |
| -------------------- | ------------------------ | ---------------- | ------------------------ |
| 103201 -             | 1999 XB250               | 6 dicembre 1999  | LINEAR                   |
| 103202 -             | 1999 XW250               | 5 dicembre 1999  | Spacewatch               |
| 103203 -             | 1999 XM251               | 9 dicembre 1999  | Spacewatch               |
| 103204 -             | 1999 XN251               | 9 dicembre 1999  | Spacewatch               |
| 103205 -             | 1999 XJ252               | 9 dicembre 1999  | Spacewatch               |
| 103206 -             | 1999 XN252               | 12 dicembre 1999 | Spacewatch               |
| 103207 -             | 1999 XA253               | 12 dicembre 1999 | Spacewatch               |
| 103208 -             | 1999 XN254               | 12 dicembre 1999 | Spacewatch               |
| 103209 -             | 1999 XX256               | 7 dicembre 1999  | CSS                      |
| 103210 -             | 1999 XK257               | 7 dicembre 1999  | LINEAR                   |
| 103211 -             | 1999 XA258               | 8 dicembre 1999  | Spacewatch               |
| 103212 -             | 1999 XV258               | 6 dicembre 1999  | LINEAR                   |
| 103213 -             | 1999 XL259               | 5 dicembre 1999  | LONEOS                   |
| 103214 -             | 1999 XG260               | 8 dicembre 1999  | LINEAR                   |
| 103215 -             | 1999 XZ260               | 8 dicembre 1999  | LINEAR                   |
| 103216 -             | 1999 XT261               | 4 dicembre 1999  | LONEOS                   |
| 103217 -             | 1999 YK1                 | 17 dicembre 1999 | LINEAR                   |
| 103218 -             | 1999 YV2                 | 16 dicembre 1999 | Spacewatch               |
| 103219 -             | 1999 YX3                 | 19 dicembre 1999 | LINEAR                   |
| 103220 Kwongchuikuen | 1999 YQ4                 | 28 dicembre 1999 | W. K. Y. Yeung           |
| 103221 -             | 1999 YC5                 | 29 dicembre 1999 | W. R. Cooney Jr.         |
| 103222 -             | 1999 YD5                 | 29 dicembre 1999 | W. R. Cooney Jr.         |
| 103223 -             | 1999 YT6                 | 30 dicembre 1999 | LINEAR                   |
| 103224 -             | 1999 YP8                 | 27 dicembre 1999 | Spacewatch               |
| 103225 -             | 1999 YQ8                 | 27 dicembre 1999 | Spacewatch               |
| 103226 -             | 1999 YH9                 | 31 dicembre 1999 | K. Korlević              |
| 103227 -             | 1999 YR10                | 27 dicembre 1999 | Spacewatch               |
| 103228 -             | 1999 YT13                | 31 dicembre 1999 | K. Korlević              |
| 103229 -             | 1999 YA14                | 27 dicembre 1999 | Spacewatch               |
| 103230 -             | 1999 YE15                | 31 dicembre 1999 | Spacewatch               |
| 103231 -             | 1999 YM15                | 31 dicembre 1999 | Spacewatch               |
| 103232 -             | 1999 YU16                | 31 dicembre 1999 | Spacewatch               |
| 103233 -             | 1999 YM17                | 31 dicembre 1999 | Spacewatch               |
| 103234 -             | 1999 YY19                | 30 dicembre 1999 | C. Veillet               |
| 103235 -             | 1999 YM22                | 30 dicembre 1999 | LINEAR                   |
| 103236 -             | 1999 YV24                | 27 dicembre 1999 | Spacewatch               |
| 103237 -             | 1999 YO26                | 30 dicembre 1999 | LINEAR                   |
| 103238 -             | 1999 YA28                | 17 dicembre 1999 | LINEAR                   |
| 103239 -             | 2000 AS                  | 2 gennaio 2000   | Spacewatch               |
| 103240 -             | 2000 AC1                 | 2 gennaio 2000   | Spacewatch               |
| 103241 -             | 2000 AK2                 | 3 gennaio 2000   | T. Kobayashi             |
| 103242 -             | 2000 AL3                 | 2 gennaio 2000   | LINEAR                   |
| 103243 -             | 2000 AV3                 | 3 gennaio 2000   | LINEAR                   |
| 103244 -             | 2000 AK4                 | 3 gennaio 2000   | Spacewatch               |
| 103245 -             | 2000 AN4                 | 3 gennaio 2000   | Spacewatch               |
| 103246 -             | 2000 AQ4                 | 3 gennaio 2000   | Farra d'Isonzo           |
| 103247 -             | 2000 AS4                 | 3 gennaio 2000   | K. Korlević              |
| 103248 -             | 2000 AZ4                 | 2 gennaio 2000   | A. Boattini, M. Tombelli |
| 103249 -             | 2000 AA5                 | 3 gennaio 2000   | A. Boattini, G. Forti    |
| 103250 -             | 2000 AY6                 | 2 gennaio 2000   | LINEAR                   |
| 103251 -             | 2000 AN7                 | 2 gennaio 2000   | LINEAR                   |
| 103252 -             | 2000 AG9                 | 2 gennaio 2000   | LINEAR                   |
| 103253 -             | 2000 AC13                | 3 gennaio 2000   | LINEAR                   |
| 103254 -             | 2000 AX13                | 3 gennaio 2000   | LINEAR                   |
| 103255 -             | 2000 AD14                | 3 gennaio 2000   | LINEAR                   |
| 103256 -             | 2000 AY14                | 3 gennaio 2000   | LINEAR                   |
| 103257 -             | 2000 AG19                | 3 gennaio 2000   | LINEAR                   |
| 103258 -             | 2000 AH20                | 3 gennaio 2000   | LINEAR                   |
| 103259 -             | 2000 AZ20                | 3 gennaio 2000   | LINEAR                   |
| 103260 -             | 2000 AF22                | 3 gennaio 2000   | LINEAR                   |
| 103261 -             | 2000 AJ23                | 3 gennaio 2000   | LINEAR                   |
| 103262 -             | 2000 AM24                | 3 gennaio 2000   | LINEAR                   |
| 103263 -             | 2000 AB25                | 3 gennaio 2000   | LINEAR                   |
| 103264 -             | 2000 AQ25                | 3 gennaio 2000   | LINEAR                   |
| 103265 -             | 2000 AY25                | 3 gennaio 2000   | LINEAR                   |
| 103266 -             | 2000 AT26                | 3 gennaio 2000   | LINEAR                   |
| 103267 -             | 2000 AK27                | 3 gennaio 2000   | LINEAR                   |
| 103268 -             | 2000 AV27                | 3 gennaio 2000   | LINEAR                   |
| 103269 -             | 2000 AG28                | 3 gennaio 2000   | LINEAR                   |
| 103270 -             | 2000 AJ30                | 3 gennaio 2000   | LINEAR                   |
| 103271 -             | 2000 AR30                | 3 gennaio 2000   | LINEAR                   |
| 103272 -             | 2000 AX30                | 3 gennaio 2000   | LINEAR                   |
| 103273 -             | 2000 AQ32                | 3 gennaio 2000   | LINEAR                   |
| 103274 -             | 2000 AF33                | 3 gennaio 2000   | LINEAR                   |
| 103275 -             | 2000 AM33                | 3 gennaio 2000   | LINEAR                   |
| 103276 -             | 2000 AT33                | 5 gennaio 2000   | LINEAR                   |
| 103277 -             | 2000 AU33                | 3 gennaio 2000   | LINEAR                   |
| 103278 -             | 2000 AG34                | 3 gennaio 2000   | LINEAR                   |
| 103279 -             | 2000 AD35                | 3 gennaio 2000   | LINEAR                   |
| 103280 -             | 2000 AV36                | 3 gennaio 2000   | LINEAR                   |
| 103281 -             | 2000 AY36                | 3 gennaio 2000   | LINEAR                   |
| 103282 -             | 2000 AX37                | 3 gennaio 2000   | LINEAR                   |
| 103283 -             | 2000 AZ38                | 3 gennaio 2000   | LINEAR                   |
| 103284 -             | 2000 AL39                | 3 gennaio 2000   | LINEAR                   |
| 103285 -             | 2000 AF40                | 3 gennaio 2000   | LINEAR                   |
| 103286 -             | 2000 AV40                | 3 gennaio 2000   | LINEAR                   |
| 103287 -             | 2000 AD41                | 3 gennaio 2000   | LINEAR                   |
| 103288 -             | 2000 AA42                | 3 gennaio 2000   | LINEAR                   |
| 103289 -             | 2000 AF42                | 2 gennaio 2000   | S. Sposetti              |
| 103290 -             | 2000 AN43                | 5 gennaio 2000   | Črni Vrh                 |
| 103291 -             | 2000 AL44                | 5 gennaio 2000   | Spacewatch               |
| 103292 -             | 2000 AD45                | 5 gennaio 2000   | Spacewatch               |
| 103293 -             | 2000 AN45                | 3 gennaio 2000   | LINEAR                   |
| 103294 -             | 2000 AS45                | 3 gennaio 2000   | LINEAR                   |
| 103295 -             | 2000 AA46                | 3 gennaio 2000   | LINEAR                   |
| 103296 -             | 2000 AY46                | 4 gennaio 2000   | LINEAR                   |
| 103297 -             | 2000 AC47                | 4 gennaio 2000   | LINEAR                   |
| 103298 -             | 2000 AU47                | 4 gennaio 2000   | LINEAR                   |
| 103299 -             | 2000 AV47                | 4 gennaio 2000   | LINEAR                   |
| 103300 -             | 2000 AX47                | 4 gennaio 2000   | LINEAR                   |

## 103301-103400
| Nome     | Designazione provvisoria | Data di scoperta | Scopritore  |
| -------- | ------------------------ | ---------------- | ----------- |
| 103301 - | 2000 AL49                | 5 gennaio 2000   | LINEAR      |
| 103302 - | 2000 AF50                | 5 gennaio 2000   | K. Korlević |
| 103303 - | 2000 AM50                | 6 gennaio 2000   | K. Korlević |
| 103304 - | 2000 AF53                | 4 gennaio 2000   | LINEAR      |
| 103305 - | 2000 AO53                | 4 gennaio 2000   | LINEAR      |
| 103306 - | 2000 AU53                | 4 gennaio 2000   | LINEAR      |
| 103307 - | 2000 AM54                | 4 gennaio 2000   | LINEAR      |
| 103308 - | 2000 AH55                | 4 gennaio 2000   | LINEAR      |
| 103309 - | 2000 AR55                | 4 gennaio 2000   | LINEAR      |
| 103310 - | 2000 AA56                | 4 gennaio 2000   | LINEAR      |
| 103311 - | 2000 AH56                | 4 gennaio 2000   | LINEAR      |
| 103312 - | 2000 AL56                | 4 gennaio 2000   | LINEAR      |
| 103313 - | 2000 AP56                | 4 gennaio 2000   | LINEAR      |
| 103314 - | 2000 AY56                | 4 gennaio 2000   | LINEAR      |
| 103315 - | 2000 AV59                | 4 gennaio 2000   | LINEAR      |
| 103316 - | 2000 AD60                | 4 gennaio 2000   | LINEAR      |
| 103317 - | 2000 AK60                | 4 gennaio 2000   | LINEAR      |
| 103318 - | 2000 AS60                | 4 gennaio 2000   | LINEAR      |
| 103319 - | 2000 AZ62                | 4 gennaio 2000   | LINEAR      |
| 103320 - | 2000 AN64                | 4 gennaio 2000   | LINEAR      |
| 103321 - | 2000 AX65                | 4 gennaio 2000   | LINEAR      |
| 103322 - | 2000 AH66                | 4 gennaio 2000   | LINEAR      |
| 103323 - | 2000 AA67                | 4 gennaio 2000   | LINEAR      |
| 103324 - | 2000 AB67                | 4 gennaio 2000   | LINEAR      |
| 103325 - | 2000 AC67                | 4 gennaio 2000   | LINEAR      |
| 103326 - | 2000 AD67                | 4 gennaio 2000   | LINEAR      |
| 103327 - | 2000 AQ68                | 5 gennaio 2000   | LINEAR      |
| 103328 - | 2000 AC69                | 5 gennaio 2000   | LINEAR      |
| 103329 - | 2000 AN69                | 5 gennaio 2000   | LINEAR      |
| 103330 - | 2000 AX69                | 5 gennaio 2000   | LINEAR      |
| 103331 - | 2000 AY69                | 5 gennaio 2000   | LINEAR      |
| 103332 - | 2000 AZ69                | 5 gennaio 2000   | LINEAR      |
| 103333 - | 2000 AN70                | 5 gennaio 2000   | LINEAR      |
| 103334 - | 2000 AZ72                | 5 gennaio 2000   | LINEAR      |
| 103335 - | 2000 AF75                | 5 gennaio 2000   | LINEAR      |
| 103336 - | 2000 AH77                | 5 gennaio 2000   | LINEAR      |
| 103337 - | 2000 AG78                | 5 gennaio 2000   | LINEAR      |
| 103338 - | 2000 AN78                | 5 gennaio 2000   | LINEAR      |
| 103339 - | 2000 AV79                | 5 gennaio 2000   | LINEAR      |
| 103340 - | 2000 AW81                | 5 gennaio 2000   | LINEAR      |
| 103341 - | 2000 AG82                | 5 gennaio 2000   | LINEAR      |
| 103342 - | 2000 AX83                | 5 gennaio 2000   | LINEAR      |
| 103343 - | 2000 AX84                | 5 gennaio 2000   | LINEAR      |
| 103344 - | 2000 AC85                | 5 gennaio 2000   | LINEAR      |
| 103345 - | 2000 AU85                | 5 gennaio 2000   | LINEAR      |
| 103346 - | 2000 AD86                | 5 gennaio 2000   | LINEAR      |
| 103347 - | 2000 AK86                | 5 gennaio 2000   | LINEAR      |
| 103348 - | 2000 AL86                | 5 gennaio 2000   | LINEAR      |
| 103349 - | 2000 AN87                | 5 gennaio 2000   | LINEAR      |
| 103350 - | 2000 AV88                | 5 gennaio 2000   | LINEAR      |
| 103351 - | 2000 AS89                | 5 gennaio 2000   | LINEAR      |
| 103352 - | 2000 AO90                | 5 gennaio 2000   | LINEAR      |
| 103353 - | 2000 AP90                | 5 gennaio 2000   | LINEAR      |
| 103354 - | 2000 AV90                | 5 gennaio 2000   | LINEAR      |
| 103355 - | 2000 AY90                | 5 gennaio 2000   | LINEAR      |
| 103356 - | 2000 AJ92                | 5 gennaio 2000   | LINEAR      |
| 103357 - | 2000 AM92                | 2 gennaio 2000   | LINEAR      |
| 103358 - | 2000 AE93                | 4 gennaio 2000   | LINEAR      |
| 103359 - | 2000 AH93                | 4 gennaio 2000   | LINEAR      |
| 103360 - | 2000 AS94                | 4 gennaio 2000   | LINEAR      |
| 103361 - | 2000 AR95                | 4 gennaio 2000   | LINEAR      |
| 103362 - | 2000 AV95                | 4 gennaio 2000   | LINEAR      |
| 103363 - | 2000 AL100               | 5 gennaio 2000   | LINEAR      |
| 103364 - | 2000 AP102               | 5 gennaio 2000   | LINEAR      |
| 103365 - | 2000 AZ103               | 5 gennaio 2000   | LINEAR      |
| 103366 - | 2000 AQ104               | 5 gennaio 2000   | LINEAR      |
| 103367 - | 2000 AZ105               | 5 gennaio 2000   | LINEAR      |
| 103368 - | 2000 AF107               | 5 gennaio 2000   | LINEAR      |
| 103369 - | 2000 AN109               | 5 gennaio 2000   | LINEAR      |
| 103370 - | 2000 AH111               | 5 gennaio 2000   | LINEAR      |
| 103371 - | 2000 AO113               | 5 gennaio 2000   | LINEAR      |
| 103372 - | 2000 AS113               | 5 gennaio 2000   | LINEAR      |
| 103373 - | 2000 AM114               | 5 gennaio 2000   | LINEAR      |
| 103374 - | 2000 AQ114               | 5 gennaio 2000   | LINEAR      |
| 103375 - | 2000 AT114               | 5 gennaio 2000   | LINEAR      |
| 103376 - | 2000 AX118               | 5 gennaio 2000   | LINEAR      |
| 103377 - | 2000 AG119               | 5 gennaio 2000   | LINEAR      |
| 103378 - | 2000 AM119               | 5 gennaio 2000   | LINEAR      |
| 103379 - | 2000 AH120               | 5 gennaio 2000   | LINEAR      |
| 103380 - | 2000 AN120               | 5 gennaio 2000   | LINEAR      |
| 103381 - | 2000 AP120               | 5 gennaio 2000   | LINEAR      |
| 103382 - | 2000 AC121               | 5 gennaio 2000   | LINEAR      |
| 103383 - | 2000 AF121               | 5 gennaio 2000   | LINEAR      |
| 103384 - | 2000 AG121               | 5 gennaio 2000   | LINEAR      |
| 103385 - | 2000 AU121               | 5 gennaio 2000   | LINEAR      |
| 103386 - | 2000 AK122               | 5 gennaio 2000   | LINEAR      |
| 103387 - | 2000 AS123               | 5 gennaio 2000   | LINEAR      |
| 103388 - | 2000 AX123               | 5 gennaio 2000   | LINEAR      |
| 103389 - | 2000 AN124               | 5 gennaio 2000   | LINEAR      |
| 103390 - | 2000 AL125               | 5 gennaio 2000   | LINEAR      |
| 103391 - | 2000 AZ125               | 5 gennaio 2000   | LINEAR      |
| 103392 - | 2000 AC127               | 5 gennaio 2000   | LINEAR      |
| 103393 - | 2000 AF127               | 5 gennaio 2000   | LINEAR      |
| 103394 - | 2000 AO127               | 5 gennaio 2000   | LINEAR      |
| 103395 - | 2000 AX127               | 5 gennaio 2000   | LINEAR      |
| 103396 - | 2000 AC129               | 5 gennaio 2000   | LINEAR      |
| 103397 - | 2000 AJ129               | 5 gennaio 2000   | LINEAR      |
| 103398 - | 2000 AS129               | 5 gennaio 2000   | LINEAR      |
| 103399 - | 2000 AM130               | 5 gennaio 2000   | LINEAR      |
| 103400 - | 2000 AO130               | 5 gennaio 2000   | LINEAR      |

## 103401-103500
| Nome                  | Designazione provvisoria | Data di scoperta | Scopritore             |
| --------------------- | ------------------------ | ---------------- | ---------------------- |
| 103401 -              | 2000 AW130               | 6 gennaio 2000   | LINEAR                 |
| 103402 -              | 2000 AA132               | 3 gennaio 2000   | LINEAR                 |
| 103403 -              | 2000 AG132               | 3 gennaio 2000   | LINEAR                 |
| 103404 -              | 2000 AJ134               | 4 gennaio 2000   | LINEAR                 |
| 103405 -              | 2000 AM134               | 4 gennaio 2000   | LINEAR                 |
| 103406 -              | 2000 AX135               | 4 gennaio 2000   | LINEAR                 |
| 103407 -              | 2000 AC136               | 4 gennaio 2000   | LINEAR                 |
| 103408 -              | 2000 AK140               | 5 gennaio 2000   | LINEAR                 |
| 103409 -              | 2000 AP140               | 5 gennaio 2000   | LINEAR                 |
| 103410 -              | 2000 AR140               | 5 gennaio 2000   | LINEAR                 |
| 103411 -              | 2000 AR141               | 5 gennaio 2000   | LINEAR                 |
| 103412 -              | 2000 AS142               | 5 gennaio 2000   | LINEAR                 |
| 103413 -              | 2000 AL143               | 5 gennaio 2000   | LINEAR                 |
| 103414 -              | 2000 AX144               | 5 gennaio 2000   | LINEAR                 |
| 103415 -              | 2000 AF146               | 7 gennaio 2000   | LINEAR                 |
| 103416 -              | 2000 AM148               | 7 gennaio 2000   | LINEAR                 |
| 103417 -              | 2000 AL150               | 7 gennaio 2000   | LINEAR                 |
| 103418 -              | 2000 AM150               | 7 gennaio 2000   | LINEAR                 |
| 103419 -              | 2000 AS150               | 8 gennaio 2000   | LINEAR                 |
| 103420 -              | 2000 AX150               | 8 gennaio 2000   | LINEAR                 |
| 103421 Laurmatt       | 2000 AD151               | 6 gennaio 2000   | L. Tesi, G. Forti      |
| 103422 Laurisirén     | 2000 AG153               | 9 gennaio 2000   | Nyrolä                 |
| 103423 -              | 2000 AM153               | 11 gennaio 2000  | P. G. Comba            |
| 103424 -              | 2000 AY155               | 3 gennaio 2000   | LINEAR                 |
| 103425 -              | 2000 AX157               | 3 gennaio 2000   | LINEAR                 |
| 103426 -              | 2000 AC158               | 3 gennaio 2000   | LINEAR                 |
| 103427 -              | 2000 AJ158               | 3 gennaio 2000   | LINEAR                 |
| 103428 -              | 2000 AN158               | 3 gennaio 2000   | LINEAR                 |
| 103429 -              | 2000 AJ159               | 3 gennaio 2000   | LINEAR                 |
| 103430 -              | 2000 AT159               | 3 gennaio 2000   | LINEAR                 |
| 103431 -              | 2000 AY159               | 3 gennaio 2000   | LINEAR                 |
| 103432 -              | 2000 AX160               | 3 gennaio 2000   | LINEAR                 |
| 103433 -              | 2000 AY165               | 8 gennaio 2000   | LINEAR                 |
| 103434 -              | 2000 AQ171               | 7 gennaio 2000   | LINEAR                 |
| 103435 -              | 2000 AO176               | 7 gennaio 2000   | LINEAR                 |
| 103436 -              | 2000 AE179               | 7 gennaio 2000   | LINEAR                 |
| 103437 -              | 2000 AJ181               | 7 gennaio 2000   | LINEAR                 |
| 103438 -              | 2000 AT182               | 7 gennaio 2000   | LINEAR                 |
| 103439 -              | 2000 AK184               | 7 gennaio 2000   | LINEAR                 |
| 103440 -              | 2000 AC187               | 8 gennaio 2000   | LINEAR                 |
| 103441 -              | 2000 AN187               | 8 gennaio 2000   | LINEAR                 |
| 103442 -              | 2000 AO187               | 8 gennaio 2000   | LINEAR                 |
| 103443 -              | 2000 AP188               | 8 gennaio 2000   | LINEAR                 |
| 103444 -              | 2000 AD189               | 8 gennaio 2000   | LINEAR                 |
| 103445 -              | 2000 AJ190               | 8 gennaio 2000   | LINEAR                 |
| 103446 -              | 2000 AS190               | 8 gennaio 2000   | LINEAR                 |
| 103447 -              | 2000 AD191               | 8 gennaio 2000   | LINEAR                 |
| 103448 -              | 2000 AL192               | 8 gennaio 2000   | LINEAR                 |
| 103449 -              | 2000 AM192               | 8 gennaio 2000   | LINEAR                 |
| 103450 -              | 2000 AJ193               | 8 gennaio 2000   | LINEAR                 |
| 103451 -              | 2000 AM193               | 8 gennaio 2000   | LINEAR                 |
| 103452 -              | 2000 AY193               | 8 gennaio 2000   | LINEAR                 |
| 103453 -              | 2000 AU194               | 8 gennaio 2000   | LINEAR                 |
| 103454 -              | 2000 AE196               | 8 gennaio 2000   | LINEAR                 |
| 103455 -              | 2000 AJ196               | 8 gennaio 2000   | LINEAR                 |
| 103456 -              | 2000 AN196               | 8 gennaio 2000   | LINEAR                 |
| 103457 -              | 2000 AO196               | 8 gennaio 2000   | LINEAR                 |
| 103458 -              | 2000 AA199               | 8 gennaio 2000   | LINEAR                 |
| 103459 -              | 2000 AB201               | 9 gennaio 2000   | LINEAR                 |
| 103460 Dieterherrmann | 2000 AC204               | 11 gennaio 2000  | J. Kandler, G. Lehmann |
| 103461 -              | 2000 AX205               | 14 gennaio 2000  | Farpoint               |
| 103462 -              | 2000 AQ206               | 3 gennaio 2000   | Spacewatch             |
| 103463 -              | 2000 AF207               | 3 gennaio 2000   | Spacewatch             |
| 103464 -              | 2000 AG207               | 3 gennaio 2000   | Spacewatch             |
| 103465 -              | 2000 AB208               | 4 gennaio 2000   | Spacewatch             |
| 103466 -              | 2000 AC209               | 4 gennaio 2000   | Spacewatch             |
| 103467 -              | 2000 AD209               | 4 gennaio 2000   | Spacewatch             |
| 103468 -              | 2000 AX209               | 5 gennaio 2000   | Spacewatch             |
| 103469 -              | 2000 AK211               | 5 gennaio 2000   | Spacewatch             |
| 103470 -              | 2000 AA212               | 5 gennaio 2000   | Spacewatch             |
| 103471 -              | 2000 AF212               | 5 gennaio 2000   | Spacewatch             |
| 103472 -              | 2000 AM212               | 5 gennaio 2000   | Spacewatch             |
| 103473 -              | 2000 AU212               | 6 gennaio 2000   | Spacewatch             |
| 103474 -              | 2000 AN213               | 6 gennaio 2000   | Spacewatch             |
| 103475 -              | 2000 AY214               | 7 gennaio 2000   | Spacewatch             |
| 103476 -              | 2000 AH215               | 7 gennaio 2000   | Spacewatch             |
| 103477 -              | 2000 AA219               | 8 gennaio 2000   | Spacewatch             |
| 103478 -              | 2000 AD219               | 8 gennaio 2000   | Spacewatch             |
| 103479 -              | 2000 AE223               | 9 gennaio 2000   | Spacewatch             |
| 103480 -              | 2000 AS223               | 9 gennaio 2000   | Spacewatch             |
| 103481 -              | 2000 AP224               | 11 gennaio 2000  | Spacewatch             |
| 103482 -              | 2000 AB227               | 10 gennaio 2000  | Spacewatch             |
| 103483 -              | 2000 AJ227               | 10 gennaio 2000  | Spacewatch             |
| 103484 -              | 2000 AR227               | 10 gennaio 2000  | Spacewatch             |
| 103485 -              | 2000 AR231               | 4 gennaio 2000   | LINEAR                 |
| 103486 -              | 2000 AV231               | 4 gennaio 2000   | LINEAR                 |
| 103487 -              | 2000 AC232               | 4 gennaio 2000   | LINEAR                 |
| 103488 -              | 2000 AK232               | 4 gennaio 2000   | LINEAR                 |
| 103489 -              | 2000 AO232               | 4 gennaio 2000   | LINEAR                 |
| 103490 -              | 2000 AA235               | 5 gennaio 2000   | LINEAR                 |
| 103491 -              | 2000 AG236               | 5 gennaio 2000   | LONEOS                 |
| 103492 -              | 2000 AK236               | 5 gennaio 2000   | Spacewatch             |
| 103493 -              | 2000 AN237               | 5 gennaio 2000   | LONEOS                 |
| 103494 -              | 2000 AB239               | 6 gennaio 2000   | LINEAR                 |
| 103495 -              | 2000 AJ239               | 6 gennaio 2000   | LINEAR                 |
| 103496 -              | 2000 AR239               | 6 gennaio 2000   | LINEAR                 |
| 103497 -              | 2000 AX240               | 7 gennaio 2000   | LONEOS                 |
| 103498 -              | 2000 AW243               | 7 gennaio 2000   | LINEAR                 |
| 103499 -              | 2000 AO244               | 8 gennaio 2000   | LINEAR                 |
| 103500 -              | 2000 AE245               | 9 gennaio 2000   | LINEAR                 |

## 103501-103600
| Nome         | Designazione provvisoria | Data di scoperta | Scopritore                   |
| ------------ | ------------------------ | ---------------- | ---------------------------- |
| 103501 -     | 2000 AT245               | 8 gennaio 2000   | D. J. Tholen, R. J. Whiteley |
| 103502 -     | 2000 AF247               | 2 gennaio 2000   | LINEAR                       |
| 103503 -     | 2000 AP248               | 4 gennaio 2000   | LONEOS                       |
| 103504 -     | 2000 AF254               | 4 gennaio 2000   | LINEAR                       |
| 103505 -     | 2000 BW                  | 28 gennaio 2000  | LINEAR                       |
| 103506 -     | 2000 BD1                 | 28 gennaio 2000  | LINEAR                       |
| 103507 -     | 2000 BK1                 | 26 gennaio 2000  | Spacewatch                   |
| 103508 -     | 2000 BV1                 | 27 gennaio 2000  | Spacewatch                   |
| 103509 -     | 2000 BG2                 | 26 gennaio 2000  | K. Korlević                  |
| 103510 -     | 2000 BS2                 | 26 gennaio 2000  | LINEAR                       |
| 103511 -     | 2000 BW2                 | 25 gennaio 2000  | K. Korlević                  |
| 103512 -     | 2000 BZ2                 | 26 gennaio 2000  | K. Korlević                  |
| 103513 -     | 2000 BM3                 | 27 gennaio 2000  | T. Kobayashi                 |
| 103514 -     | 2000 BD4                 | 21 gennaio 2000  | LINEAR                       |
| 103515 -     | 2000 BR4                 | 21 gennaio 2000  | LINEAR                       |
| 103516 -     | 2000 BY4                 | 21 gennaio 2000  | LINEAR                       |
| 103517 -     | 2000 BE5                 | 27 gennaio 2000  | LINEAR                       |
| 103518 -     | 2000 BF5                 | 27 gennaio 2000  | LINEAR                       |
| 103519 -     | 2000 BW5                 | 27 gennaio 2000  | LINEAR                       |
| 103520 -     | 2000 BB6                 | 28 gennaio 2000  | LINEAR                       |
| 103521 -     | 2000 BH6                 | 28 gennaio 2000  | LINEAR                       |
| 103522 -     | 2000 BQ6                 | 29 gennaio 2000  | LINEAR                       |
| 103523 -     | 2000 BT6                 | 26 gennaio 2000  | LINEAR                       |
| 103524 -     | 2000 BO7                 | 29 gennaio 2000  | LINEAR                       |
| 103525 -     | 2000 BW7                 | 29 gennaio 2000  | LINEAR                       |
| 103526 -     | 2000 BS8                 | 29 gennaio 2000  | LINEAR                       |
| 103527 -     | 2000 BB9                 | 26 gennaio 2000  | Spacewatch                   |
| 103528 -     | 2000 BD10                | 26 gennaio 2000  | Spacewatch                   |
| 103529 -     | 2000 BK10                | 26 gennaio 2000  | Spacewatch                   |
| 103530 -     | 2000 BS11                | 26 gennaio 2000  | Spacewatch                   |
| 103531 -     | 2000 BD12                | 28 gennaio 2000  | Spacewatch                   |
| 103532 -     | 2000 BT12                | 28 gennaio 2000  | Spacewatch                   |
| 103533 -     | 2000 BS14                | 28 gennaio 2000  | T. Kobayashi                 |
| 103534 -     | 2000 BS16                | 30 gennaio 2000  | LINEAR                       |
| 103535 -     | 2000 BT16                | 30 gennaio 2000  | LINEAR                       |
| 103536 -     | 2000 BD17                | 30 gennaio 2000  | LINEAR                       |
| 103537 -     | 2000 BO17                | 30 gennaio 2000  | LINEAR                       |
| 103538 -     | 2000 BY17                | 30 gennaio 2000  | LINEAR                       |
| 103539 -     | 2000 BZ17                | 30 gennaio 2000  | LINEAR                       |
| 103540 -     | 2000 BT18                | 30 gennaio 2000  | LINEAR                       |
| 103541 -     | 2000 BU18                | 30 gennaio 2000  | LINEAR                       |
| 103542 -     | 2000 BV18                | 29 gennaio 2000  | LINEAR                       |
| 103543 -     | 2000 BJ20                | 26 gennaio 2000  | Spacewatch                   |
| 103544 -     | 2000 BC21                | 29 gennaio 2000  | Spacewatch                   |
| 103545 -     | 2000 BP22                | 25 gennaio 2000  | K. Korlević                  |
| 103546 -     | 2000 BN23                | 27 gennaio 2000  | LINEAR                       |
| 103547 -     | 2000 BA24                | 29 gennaio 2000  | LINEAR                       |
| 103548 -     | 2000 BH24                | 29 gennaio 2000  | LINEAR                       |
| 103549 -     | 2000 BJ24                | 29 gennaio 2000  | LINEAR                       |
| 103550 -     | 2000 BS24                | 29 gennaio 2000  | LINEAR                       |
| 103551 -     | 2000 BJ25                | 30 gennaio 2000  | LINEAR                       |
| 103552 -     | 2000 BU26                | 30 gennaio 2000  | LINEAR                       |
| 103553 -     | 2000 BW26                | 30 gennaio 2000  | LINEAR                       |
| 103554 -     | 2000 BF27                | 30 gennaio 2000  | LINEAR                       |
| 103555 -     | 2000 BS27                | 30 gennaio 2000  | LINEAR                       |
| 103556 -     | 2000 BD28                | 31 gennaio 2000  | LINEAR                       |
| 103557 -     | 2000 BK28                | 31 gennaio 2000  | LINEAR                       |
| 103558 -     | 2000 BE29                | 25 gennaio 2000  | K. Korlević                  |
| 103559 -     | 2000 BU31                | 27 gennaio 2000  | Spacewatch                   |
| 103560 Peate | 2000 BZ31                | 30 gennaio 2000  | CSS                          |
| 103561 -     | 2000 BJ32                | 28 gennaio 2000  | Spacewatch                   |
| 103562 -     | 2000 BL33                | 30 gennaio 2000  | CSS                          |
| 103563 -     | 2000 BY33                | 30 gennaio 2000  | CSS                          |
| 103564 -     | 2000 BR34                | 30 gennaio 2000  | CSS                          |
| 103565 -     | 2000 BG35                | 30 gennaio 2000  | LINEAR                       |
| 103566 -     | 2000 BL35                | 30 gennaio 2000  | LINEAR                       |
| 103567 -     | 2000 BR40                | 29 gennaio 2000  | Spacewatch                   |
| 103568 -     | 2000 BZ41                | 30 gennaio 2000  | Spacewatch                   |
| 103569 -     | 2000 BD45                | 28 gennaio 2000  | Spacewatch                   |
| 103570 -     | 2000 BH49                | 27 gennaio 2000  | Spacewatch                   |
| 103571 -     | 2000 BU49                | 16 gennaio 2000  | Spacewatch                   |
| 103572 -     | 2000 BX50                | 16 gennaio 2000  | Spacewatch                   |
| 103573 -     | 2000 BE51                | 30 gennaio 2000  | Spacewatch                   |
| 103574 -     | 2000 CR                  | 3 febbraio 2000  | P. G. Comba                  |
| 103575 -     | 2000 CS                  | 3 febbraio 2000  | P. G. Comba                  |
| 103576 -     | 2000 CG1                 | 4 febbraio 2000  | T. Stafford                  |
| 103577 -     | 2000 CL1                 | 4 febbraio 2000  | K. Korlević                  |
| 103578 -     | 2000 CK3                 | 2 febbraio 2000  | LINEAR                       |
| 103579 -     | 2000 CZ3                 | 2 febbraio 2000  | LINEAR                       |
| 103580 -     | 2000 CF4                 | 2 febbraio 2000  | LINEAR                       |
| 103581 -     | 2000 CO4                 | 2 febbraio 2000  | LINEAR                       |
| 103582 -     | 2000 CQ4                 | 2 febbraio 2000  | LINEAR                       |
| 103583 -     | 2000 CR5                 | 2 febbraio 2000  | LINEAR                       |
| 103584 -     | 2000 CW5                 | 2 febbraio 2000  | LINEAR                       |
| 103585 -     | 2000 CH7                 | 2 febbraio 2000  | LINEAR                       |
| 103586 -     | 2000 CR7                 | 2 febbraio 2000  | LINEAR                       |
| 103587 -     | 2000 CT7                 | 2 febbraio 2000  | LINEAR                       |
| 103588 -     | 2000 CU7                 | 2 febbraio 2000  | LINEAR                       |
| 103589 -     | 2000 CH8                 | 2 febbraio 2000  | LINEAR                       |
| 103590 -     | 2000 CL8                 | 2 febbraio 2000  | LINEAR                       |
| 103591 -     | 2000 CR8                 | 2 febbraio 2000  | LINEAR                       |
| 103592 -     | 2000 CB9                 | 2 febbraio 2000  | LINEAR                       |
| 103593 -     | 2000 CC10                | 2 febbraio 2000  | LINEAR                       |
| 103594 -     | 2000 CC11                | 2 febbraio 2000  | LINEAR                       |
| 103595 -     | 2000 CE11                | 2 febbraio 2000  | LINEAR                       |
| 103596 -     | 2000 CK12                | 2 febbraio 2000  | LINEAR                       |
| 103597 -     | 2000 CP14                | 2 febbraio 2000  | LINEAR                       |
| 103598 -     | 2000 CR14                | 2 febbraio 2000  | LINEAR                       |
| 103599 -     | 2000 CY14                | 2 febbraio 2000  | LINEAR                       |
| 103600 -     | 2000 CM16                | 2 febbraio 2000  | LINEAR                       |

## 103601-103700
| Nome     | Designazione provvisoria | Data di scoperta | Scopritore  |
| -------- | ------------------------ | ---------------- | ----------- |
| 103601 - | 2000 CP17                | 2 febbraio 2000  | LINEAR      |
| 103602 - | 2000 CU17                | 2 febbraio 2000  | LINEAR      |
| 103603 - | 2000 CG18                | 2 febbraio 2000  | LINEAR      |
| 103604 - | 2000 CH18                | 2 febbraio 2000  | LINEAR      |
| 103605 - | 2000 CM18                | 2 febbraio 2000  | LINEAR      |
| 103606 - | 2000 CR18                | 2 febbraio 2000  | LINEAR      |
| 103607 - | 2000 CE19                | 2 febbraio 2000  | LINEAR      |
| 103608 - | 2000 CR19                | 2 febbraio 2000  | LINEAR      |
| 103609 - | 2000 CE20                | 2 febbraio 2000  | LINEAR      |
| 103610 - | 2000 CS20                | 2 febbraio 2000  | LINEAR      |
| 103611 - | 2000 CW20                | 2 febbraio 2000  | LINEAR      |
| 103612 - | 2000 CD21                | 2 febbraio 2000  | LINEAR      |
| 103613 - | 2000 CM21                | 2 febbraio 2000  | LINEAR      |
| 103614 - | 2000 CF22                | 2 febbraio 2000  | LINEAR      |
| 103615 - | 2000 CQ22                | 2 febbraio 2000  | LINEAR      |
| 103616 - | 2000 CK23                | 2 febbraio 2000  | LINEAR      |
| 103617 - | 2000 CL23                | 2 febbraio 2000  | LINEAR      |
| 103618 - | 2000 CT23                | 2 febbraio 2000  | LINEAR      |
| 103619 - | 2000 CH24                | 2 febbraio 2000  | LINEAR      |
| 103620 - | 2000 CJ24                | 2 febbraio 2000  | LINEAR      |
| 103621 - | 2000 CA25                | 2 febbraio 2000  | LINEAR      |
| 103622 - | 2000 CR25                | 2 febbraio 2000  | LINEAR      |
| 103623 - | 2000 CN26                | 2 febbraio 2000  | LINEAR      |
| 103624 - | 2000 CF27                | 2 febbraio 2000  | LINEAR      |
| 103625 - | 2000 CY27                | 2 febbraio 2000  | LINEAR      |
| 103626 - | 2000 CH28                | 2 febbraio 2000  | LINEAR      |
| 103627 - | 2000 CL28                | 2 febbraio 2000  | LINEAR      |
| 103628 - | 2000 CB29                | 2 febbraio 2000  | LINEAR      |
| 103629 - | 2000 CN29                | 2 febbraio 2000  | LINEAR      |
| 103630 - | 2000 CS29                | 2 febbraio 2000  | LINEAR      |
| 103631 - | 2000 CL30                | 2 febbraio 2000  | LINEAR      |
| 103632 - | 2000 CP30                | 2 febbraio 2000  | LINEAR      |
| 103633 - | 2000 CW30                | 2 febbraio 2000  | LINEAR      |
| 103634 - | 2000 CA31                | 2 febbraio 2000  | LINEAR      |
| 103635 - | 2000 CT31                | 2 febbraio 2000  | LINEAR      |
| 103636 - | 2000 CW31                | 2 febbraio 2000  | LINEAR      |
| 103637 - | 2000 CF32                | 2 febbraio 2000  | LINEAR      |
| 103638 - | 2000 CJ32                | 2 febbraio 2000  | LINEAR      |
| 103639 - | 2000 CP33                | 2 febbraio 2000  | J. M. Roe   |
| 103640 - | 2000 CQ33                | 4 febbraio 2000  | K. Korlević |
| 103641 - | 2000 CV33                | 4 febbraio 2000  | K. Korlević |
| 103642 - | 2000 CG34                | 5 febbraio 2000  | K. Korlević |
| 103643 - | 2000 CW34                | 2 febbraio 2000  | LINEAR      |
| 103644 - | 2000 CK35                | 2 febbraio 2000  | LINEAR      |
| 103645 - | 2000 CP35                | 2 febbraio 2000  | LINEAR      |
| 103646 - | 2000 CD36                | 2 febbraio 2000  | LINEAR      |
| 103647 - | 2000 CH36                | 2 febbraio 2000  | LINEAR      |
| 103648 - | 2000 CG37                | 2 febbraio 2000  | LINEAR      |
| 103649 - | 2000 CJ37                | 3 febbraio 2000  | LINEAR      |
| 103650 - | 2000 CL37                | 3 febbraio 2000  | LINEAR      |
| 103651 - | 2000 CJ38                | 3 febbraio 2000  | LINEAR      |
| 103652 - | 2000 CP38                | 3 febbraio 2000  | LINEAR      |
| 103653 - | 2000 CR39                | 5 febbraio 2000  | K. Korlević |
| 103654 - | 2000 CX40                | 2 febbraio 2000  | CSS         |
| 103655 - | 2000 CC41                | 6 febbraio 2000  | P. G. Comba |
| 103656 - | 2000 CV41                | 2 febbraio 2000  | LINEAR      |
| 103657 - | 2000 CW41                | 2 febbraio 2000  | LINEAR      |
| 103658 - | 2000 CL42                | 2 febbraio 2000  | LINEAR      |
| 103659 - | 2000 CS45                | 2 febbraio 2000  | LINEAR      |
| 103660 - | 2000 CJ46                | 2 febbraio 2000  | LINEAR      |
| 103661 - | 2000 CK46                | 2 febbraio 2000  | LINEAR      |
| 103662 - | 2000 CM46                | 2 febbraio 2000  | LINEAR      |
| 103663 - | 2000 CC47                | 2 febbraio 2000  | LINEAR      |
| 103664 - | 2000 CK48                | 2 febbraio 2000  | LINEAR      |
| 103665 - | 2000 CZ48                | 2 febbraio 2000  | LINEAR      |
| 103666 - | 2000 CU49                | 2 febbraio 2000  | LINEAR      |
| 103667 - | 2000 CB50                | 2 febbraio 2000  | LINEAR      |
| 103668 - | 2000 CB51                | 2 febbraio 2000  | LINEAR      |
| 103669 - | 2000 CW51                | 2 febbraio 2000  | LINEAR      |
| 103670 - | 2000 CD52                | 2 febbraio 2000  | LINEAR      |
| 103671 - | 2000 CP54                | 2 febbraio 2000  | LINEAR      |
| 103672 - | 2000 CB55                | 3 febbraio 2000  | LINEAR      |
| 103673 - | 2000 CZ55                | 4 febbraio 2000  | LINEAR      |
| 103674 - | 2000 CU58                | 2 febbraio 2000  | LINEAR      |
| 103675 - | 2000 CP59                | 2 febbraio 2000  | LINEAR      |
| 103676 - | 2000 CQ59                | 2 febbraio 2000  | LINEAR      |
| 103677 - | 2000 CT59                | 2 febbraio 2000  | LINEAR      |
| 103678 - | 2000 CY59                | 2 febbraio 2000  | LINEAR      |
| 103679 - | 2000 CL61                | 2 febbraio 2000  | LINEAR      |
| 103680 - | 2000 CP61                | 2 febbraio 2000  | LINEAR      |
| 103681 - | 2000 CN62                | 2 febbraio 2000  | LINEAR      |
| 103682 - | 2000 CY62                | 2 febbraio 2000  | LINEAR      |
| 103683 - | 2000 CK64                | 3 febbraio 2000  | LINEAR      |
| 103684 - | 2000 CF65                | 3 febbraio 2000  | LINEAR      |
| 103685 - | 2000 CB66                | 6 febbraio 2000  | LINEAR      |
| 103686 - | 2000 CX66                | 6 febbraio 2000  | LINEAR      |
| 103687 - | 2000 CL68                | 1 febbraio 2000  | Spacewatch  |
| 103688 - | 2000 CS68                | 1 febbraio 2000  | Spacewatch  |
| 103689 - | 2000 CK69                | 1 febbraio 2000  | Spacewatch  |
| 103690 - | 2000 CM71                | 7 febbraio 2000  | LINEAR      |
| 103691 - | 2000 CG72                | 7 febbraio 2000  | Spacewatch  |
| 103692 - | 2000 CJ72                | 3 febbraio 2000  | K. Korlević |
| 103693 - | 2000 CY72                | 2 febbraio 2000  | LINEAR      |
| 103694 - | 2000 CP73                | 7 febbraio 2000  | Spacewatch  |
| 103695 - | 2000 CL75                | 5 febbraio 2000  | LINEAR      |
| 103696 - | 2000 CP75                | 6 febbraio 2000  | LINEAR      |
| 103697 - | 2000 CB76                | 8 febbraio 2000  | LINEAR      |
| 103698 - | 2000 CH77                | 10 febbraio 2000 | K. Korlević |
| 103699 - | 2000 CS77                | 7 febbraio 2000  | Spacewatch  |
| 103700 - | 2000 CC78                | 7 febbraio 2000  | Spacewatch  |

## 103701-103800
| Nome                   | Designazione provvisoria | Data di scoperta | Scopritore             |
| ---------------------- | ------------------------ | ---------------- | ---------------------- |
| 103701 -               | 2000 CL78                | 7 febbraio 2000  | Spacewatch             |
| 103702 -               | 2000 CZ78                | 8 febbraio 2000  | Spacewatch             |
| 103703 -               | 2000 CZ81                | 4 febbraio 2000  | LINEAR                 |
| 103704 -               | 2000 CH82                | 4 febbraio 2000  | LINEAR                 |
| 103705 -               | 2000 CW82                | 4 febbraio 2000  | LINEAR                 |
| 103706 -               | 2000 CS83                | 4 febbraio 2000  | LINEAR                 |
| 103707 -               | 2000 CW83                | 4 febbraio 2000  | LINEAR                 |
| 103708 -               | 2000 CD84                | 4 febbraio 2000  | LINEAR                 |
| 103709 -               | 2000 CF84                | 4 febbraio 2000  | LINEAR                 |
| 103710 -               | 2000 CT86                | 4 febbraio 2000  | LINEAR                 |
| 103711 -               | 2000 CV86                | 4 febbraio 2000  | LINEAR                 |
| 103712 -               | 2000 CP87                | 4 febbraio 2000  | LINEAR                 |
| 103713 -               | 2000 CZ87                | 4 febbraio 2000  | LINEAR                 |
| 103714 -               | 2000 CO89                | 4 febbraio 2000  | LINEAR                 |
| 103715 -               | 2000 CA91                | 6 febbraio 2000  | LINEAR                 |
| 103716 -               | 2000 CK91                | 6 febbraio 2000  | LINEAR                 |
| 103717 -               | 2000 CS91                | 6 febbraio 2000  | LINEAR                 |
| 103718 -               | 2000 CV92                | 6 febbraio 2000  | LINEAR                 |
| 103719 -               | 2000 CV93                | 8 febbraio 2000  | LINEAR                 |
| 103720 -               | 2000 CF95                | 8 febbraio 2000  | LINEAR                 |
| 103721 -               | 2000 CV95                | 10 febbraio 2000 | Spacewatch             |
| 103722 -               | 2000 CL96                | 11 febbraio 2000 | Spacewatch             |
| 103723 -               | 2000 CN96                | 11 febbraio 2000 | Spacewatch             |
| 103724 -               | 2000 CW96                | 6 febbraio 2000  | LINEAR                 |
| 103725 -               | 2000 CF98                | 7 febbraio 2000  | Spacewatch             |
| 103726 -               | 2000 CR98                | 8 febbraio 2000  | Spacewatch             |
| 103727 -               | 2000 CF99                | 8 febbraio 2000  | Spacewatch             |
| 103728 -               | 2000 CZ99                | 10 febbraio 2000 | Spacewatch             |
| 103729 -               | 2000 CW100               | 12 febbraio 2000 | Spacewatch             |
| 103730 -               | 2000 CJ102               | 2 febbraio 2000  | LINEAR                 |
| 103731 -               | 2000 CK102               | 2 febbraio 2000  | LINEAR                 |
| 103732 -               | 2000 CO103               | 8 febbraio 2000  | LINEAR                 |
| 103733 Bernardharris   | 2000 CD105               | 5 febbraio 2000  | M. W. Buie             |
| 103734 Winstonscott    | 2000 CO106               | 5 febbraio 2000  | M. W. Buie             |
| 103735 -               | 2000 CH108               | 5 febbraio 2000  | CSS                    |
| 103736 -               | 2000 CQ108               | 5 febbraio 2000  | CSS                    |
| 103737 Curbeam         | 2000 CU108               | 5 febbraio 2000  | M. W. Buie             |
| 103738 Stephaniewilson | 2000 CA110               | 5 febbraio 2000  | M. W. Buie             |
| 103739 Higginbotham    | 2000 CT110               | 6 febbraio 2000  | M. W. Buie             |
| 103740 Budinger        | 2000 CV110               | 6 febbraio 2000  | M. W. Buie             |
| 103741 -               | 2000 CA112               | 7 febbraio 2000  | CSS                    |
| 103742 -               | 2000 CP112               | 7 febbraio 2000  | CSS                    |
| 103743 -               | 2000 CS112               | 7 febbraio 2000  | CSS                    |
| 103744 -               | 2000 CV112               | 7 febbraio 2000  | CSS                    |
| 103745 -               | 2000 CC113               | 8 febbraio 2000  | Spacewatch             |
| 103746 -               | 2000 CK113               | 10 febbraio 2000 | Spacewatch             |
| 103747 -               | 2000 CT114               | 1 febbraio 2000  | CSS                    |
| 103748 -               | 2000 CE115               | 2 febbraio 2000  | LINEAR                 |
| 103749 -               | 2000 CO115               | 3 febbraio 2000  | LINEAR                 |
| 103750 -               | 2000 CZ116               | 3 febbraio 2000  | LINEAR                 |
| 103751 -               | 2000 CE117               | 2 febbraio 2000  | LINEAR                 |
| 103752 -               | 2000 CM117               | 3 febbraio 2000  | LINEAR                 |
| 103753 -               | 2000 CA118               | 3 febbraio 2000  | LINEAR                 |
| 103754 -               | 2000 CP122               | 3 febbraio 2000  | LINEAR                 |
| 103755 -               | 2000 CY123               | 3 febbraio 2000  | LINEAR                 |
| 103756 -               | 2000 CH124               | 3 febbraio 2000  | LINEAR                 |
| 103757 -               | 2000 CJ124               | 3 febbraio 2000  | LINEAR                 |
| 103758 -               | 2000 CF125               | 3 febbraio 2000  | LINEAR                 |
| 103759 -               | 2000 CG125               | 3 febbraio 2000  | LINEAR                 |
| 103760 -               | 2000 CV125               | 3 febbraio 2000  | LINEAR                 |
| 103761 -               | 2000 CV129               | 3 febbraio 2000  | Spacewatch             |
| 103762 -               | 2000 CP131               | 3 febbraio 2000  | Spacewatch             |
| 103763 -               | 2000 CP136               | 3 febbraio 2000  | Spacewatch             |
| 103764 -               | 2000 CY139               | 4 febbraio 2000  | Spacewatch             |
| 103765 -               | 2000 CZ139               | 4 febbraio 2000  | Spacewatch             |
| 103766 -               | 2000 CY141               | 3 febbraio 2000  | LINEAR                 |
| 103767 -               | 2000 CK147               | 2 febbraio 2000  | Spacewatch             |
| 103768 -               | 2000 DO                  | 23 febbraio 2000 | K. Korlević            |
| 103769 -               | 2000 DV                  | 24 febbraio 2000 | T. Kobayashi           |
| 103770 Wilfriedlang    | 2000 DP1                 | 26 febbraio 2000 | J. Kandler, G. Lehmann |
| 103771 -               | 2000 DZ1                 | 26 febbraio 2000 | Spacewatch             |
| 103772 -               | 2000 DD2                 | 26 febbraio 2000 | Spacewatch             |
| 103773 -               | 2000 DH2                 | 26 febbraio 2000 | Spacewatch             |
| 103774 -               | 2000 DA4                 | 28 febbraio 2000 | LINEAR                 |
| 103775 -               | 2000 DK4                 | 28 febbraio 2000 | LINEAR                 |
| 103776 -               | 2000 DV4                 | 28 febbraio 2000 | LINEAR                 |
| 103777 -               | 2000 DG5                 | 28 febbraio 2000 | LINEAR                 |
| 103778 -               | 2000 DH5                 | 28 febbraio 2000 | LINEAR                 |
| 103779 -               | 2000 DN5                 | 24 febbraio 2000 | LINEAR                 |
| 103780 -               | 2000 DO5                 | 25 febbraio 2000 | LINEAR                 |
| 103781 -               | 2000 DZ6                 | 29 febbraio 2000 | J. M. Roe              |
| 103782 -               | 2000 DJ7                 | 29 febbraio 2000 | T. Kobayashi           |
| 103783 -               | 2000 DZ7                 | 28 febbraio 2000 | Spacewatch             |
| 103784 -               | 2000 DA8                 | 28 febbraio 2000 | Spacewatch             |
| 103785 -               | 2000 DQ8                 | 27 febbraio 2000 | W. K. Y. Yeung         |
| 103786 -               | 2000 DY8                 | 26 febbraio 2000 | Spacewatch             |
| 103787 -               | 2000 DL9                 | 26 febbraio 2000 | Spacewatch             |
| 103788 -               | 2000 DA10                | 26 febbraio 2000 | Spacewatch             |
| 103789 -               | 2000 DL10                | 26 febbraio 2000 | Spacewatch             |
| 103790 -               | 2000 DY10                | 26 febbraio 2000 | Spacewatch             |
| 103791 -               | 2000 DB11                | 26 febbraio 2000 | Spacewatch             |
| 103792 -               | 2000 DE11                | 26 febbraio 2000 | Spacewatch             |
| 103793 -               | 2000 DK11                | 27 febbraio 2000 | Spacewatch             |
| 103794 -               | 2000 DG12                | 27 febbraio 2000 | Spacewatch             |
| 103795 -               | 2000 DO12                | 27 febbraio 2000 | Spacewatch             |
| 103796 -               | 2000 DQ12                | 27 febbraio 2000 | Spacewatch             |
| 103797 -               | 2000 DR12                | 27 febbraio 2000 | Spacewatch             |
| 103798 -               | 2000 DH13                | 28 febbraio 2000 | Spacewatch             |
| 103799 -               | 2000 DN13                | 28 febbraio 2000 | Spacewatch             |
| 103800 -               | 2000 DO13                | 28 febbraio 2000 | Spacewatch             |

## 103801-103900
| Nome     | Designazione provvisoria | Data di scoperta | Scopritore     |
| -------- | ------------------------ | ---------------- | -------------- |
| 103801 - | 2000 DY13                | 28 febbraio 2000 | Spacewatch     |
| 103802 - | 2000 DH14                | 28 febbraio 2000 | Spacewatch     |
| 103803 - | 2000 DJ17                | 29 febbraio 2000 | LINEAR         |
| 103804 - | 2000 DU17                | 26 febbraio 2000 | Spacewatch     |
| 103805 - | 2000 DV17                | 26 febbraio 2000 | Spacewatch     |
| 103806 - | 2000 DZ17                | 25 febbraio 2000 | R. H. McNaught |
| 103807 - | 2000 DM18                | 28 febbraio 2000 | LINEAR         |
| 103808 - | 2000 DN18                | 28 febbraio 2000 | LINEAR         |
| 103809 - | 2000 DB19                | 29 febbraio 2000 | LINEAR         |
| 103810 - | 2000 DD19                | 29 febbraio 2000 | LINEAR         |
| 103811 - | 2000 DE19                | 29 febbraio 2000 | LINEAR         |
| 103812 - | 2000 DK19                | 29 febbraio 2000 | LINEAR         |
| 103813 - | 2000 DO19                | 29 febbraio 2000 | LINEAR         |
| 103814 - | 2000 DW19                | 29 febbraio 2000 | LINEAR         |
| 103815 - | 2000 DE20                | 29 febbraio 2000 | LINEAR         |
| 103816 - | 2000 DL20                | 29 febbraio 2000 | LINEAR         |
| 103817 - | 2000 DW20                | 29 febbraio 2000 | LINEAR         |
| 103818 - | 2000 DY20                | 29 febbraio 2000 | LINEAR         |
| 103819 - | 2000 DL21                | 29 febbraio 2000 | LINEAR         |
| 103820 - | 2000 DN22                | 29 febbraio 2000 | LINEAR         |
| 103821 - | 2000 DE23                | 29 febbraio 2000 | LINEAR         |
| 103822 - | 2000 DQ23                | 29 febbraio 2000 | LINEAR         |
| 103823 - | 2000 DC24                | 29 febbraio 2000 | LINEAR         |
| 103824 - | 2000 DE24                | 29 febbraio 2000 | LINEAR         |
| 103825 - | 2000 DR24                | 29 febbraio 2000 | LINEAR         |
| 103826 - | 2000 DV24                | 29 febbraio 2000 | LINEAR         |
| 103827 - | 2000 DH25                | 29 febbraio 2000 | LINEAR         |
| 103828 - | 2000 DC26                | 29 febbraio 2000 | LINEAR         |
| 103829 - | 2000 DZ26                | 29 febbraio 2000 | LINEAR         |
| 103830 - | 2000 DL27                | 29 febbraio 2000 | LINEAR         |
| 103831 - | 2000 DO27                | 29 febbraio 2000 | LINEAR         |
| 103832 - | 2000 DV27                | 29 febbraio 2000 | LINEAR         |
| 103833 - | 2000 DP28                | 29 febbraio 2000 | LINEAR         |
| 103834 - | 2000 DY28                | 29 febbraio 2000 | LINEAR         |
| 103835 - | 2000 DG29                | 29 febbraio 2000 | LINEAR         |
| 103836 - | 2000 DU29                | 29 febbraio 2000 | LINEAR         |
| 103837 - | 2000 DX29                | 29 febbraio 2000 | LINEAR         |
| 103838 - | 2000 DN31                | 29 febbraio 2000 | LINEAR         |
| 103839 - | 2000 DN32                | 29 febbraio 2000 | LINEAR         |
| 103840 - | 2000 DU32                | 29 febbraio 2000 | LINEAR         |
| 103841 - | 2000 DM33                | 29 febbraio 2000 | LINEAR         |
| 103842 - | 2000 DQ33                | 29 febbraio 2000 | LINEAR         |
| 103843 - | 2000 DZ33                | 29 febbraio 2000 | LINEAR         |
| 103844 - | 2000 DC34                | 29 febbraio 2000 | LINEAR         |
| 103845 - | 2000 DF34                | 29 febbraio 2000 | LINEAR         |
| 103846 - | 2000 DQ34                | 29 febbraio 2000 | LINEAR         |
| 103847 - | 2000 DW34                | 29 febbraio 2000 | LINEAR         |
| 103848 - | 2000 DE35                | 29 febbraio 2000 | LINEAR         |
| 103849 - | 2000 DK35                | 29 febbraio 2000 | LINEAR         |
| 103850 - | 2000 DS35                | 29 febbraio 2000 | LINEAR         |
| 103851 - | 2000 DW35                | 29 febbraio 2000 | LINEAR         |
| 103852 - | 2000 DH36                | 29 febbraio 2000 | LINEAR         |
| 103853 - | 2000 DX36                | 29 febbraio 2000 | LINEAR         |
| 103854 - | 2000 DJ37                | 29 febbraio 2000 | LINEAR         |
| 103855 - | 2000 DP37                | 29 febbraio 2000 | LINEAR         |
| 103856 - | 2000 DA38                | 29 febbraio 2000 | LINEAR         |
| 103857 - | 2000 DG39                | 29 febbraio 2000 | LINEAR         |
| 103858 - | 2000 DH39                | 29 febbraio 2000 | LINEAR         |
| 103859 - | 2000 DX39                | 29 febbraio 2000 | LINEAR         |
| 103860 - | 2000 DN40                | 29 febbraio 2000 | LINEAR         |
| 103861 - | 2000 DS40                | 29 febbraio 2000 | LINEAR         |
| 103862 - | 2000 DW40                | 29 febbraio 2000 | LINEAR         |
| 103863 - | 2000 DR41                | 29 febbraio 2000 | LINEAR         |
| 103864 - | 2000 DX41                | 29 febbraio 2000 | LINEAR         |
| 103865 - | 2000 DY42                | 29 febbraio 2000 | LINEAR         |
| 103866 - | 2000 DA43                | 29 febbraio 2000 | LINEAR         |
| 103867 - | 2000 DC43                | 29 febbraio 2000 | LINEAR         |
| 103868 - | 2000 DV43                | 29 febbraio 2000 | LINEAR         |
| 103869 - | 2000 DC44                | 29 febbraio 2000 | LINEAR         |
| 103870 - | 2000 DJ44                | 29 febbraio 2000 | LINEAR         |
| 103871 - | 2000 DK45                | 29 febbraio 2000 | LINEAR         |
| 103872 - | 2000 DT45                | 29 febbraio 2000 | LINEAR         |
| 103873 - | 2000 DD46                | 29 febbraio 2000 | LINEAR         |
| 103874 - | 2000 DG46                | 29 febbraio 2000 | LINEAR         |
| 103875 - | 2000 DR47                | 29 febbraio 2000 | LINEAR         |
| 103876 - | 2000 DS47                | 29 febbraio 2000 | LINEAR         |
| 103877 - | 2000 DF48                | 29 febbraio 2000 | LINEAR         |
| 103878 - | 2000 DH48                | 29 febbraio 2000 | LINEAR         |
| 103879 - | 2000 DZ48                | 29 febbraio 2000 | LINEAR         |
| 103880 - | 2000 DG49                | 29 febbraio 2000 | LINEAR         |
| 103881 - | 2000 DS49                | 29 febbraio 2000 | LINEAR         |
| 103882 - | 2000 DE50                | 29 febbraio 2000 | LINEAR         |
| 103883 - | 2000 DP50                | 29 febbraio 2000 | LINEAR         |
| 103884 - | 2000 DB51                | 29 febbraio 2000 | LINEAR         |
| 103885 - | 2000 DH51                | 29 febbraio 2000 | LINEAR         |
| 103886 - | 2000 DP51                | 29 febbraio 2000 | LINEAR         |
| 103887 - | 2000 DO52                | 29 febbraio 2000 | LINEAR         |
| 103888 - | 2000 DP52                | 29 febbraio 2000 | LINEAR         |
| 103889 - | 2000 DS52                | 29 febbraio 2000 | LINEAR         |
| 103890 - | 2000 DY52                | 29 febbraio 2000 | LINEAR         |
| 103891 - | 2000 DJ53                | 29 febbraio 2000 | LINEAR         |
| 103892 - | 2000 DM54                | 29 febbraio 2000 | LINEAR         |
| 103893 - | 2000 DR54                | 29 febbraio 2000 | LINEAR         |
| 103894 - | 2000 DB55                | 29 febbraio 2000 | LINEAR         |
| 103895 - | 2000 DF55                | 29 febbraio 2000 | LINEAR         |
| 103896 - | 2000 DN55                | 29 febbraio 2000 | LINEAR         |
| 103897 - | 2000 DS55                | 29 febbraio 2000 | LINEAR         |
| 103898 - | 2000 DT55                | 29 febbraio 2000 | LINEAR         |
| 103899 - | 2000 DG56                | 29 febbraio 2000 | LINEAR         |
| 103900 - | 2000 DM56                | 29 febbraio 2000 | LINEAR         |

## 103901-104000
| Nome        | Designazione provvisoria | Data di scoperta | Scopritore |
| ----------- | ------------------------ | ---------------- | ---------- |
| 103901 -    | 2000 DP56                | 29 febbraio 2000 | LINEAR     |
| 103902 -    | 2000 DR56                | 29 febbraio 2000 | LINEAR     |
| 103903 -    | 2000 DX56                | 29 febbraio 2000 | LINEAR     |
| 103904 -    | 2000 DG57                | 29 febbraio 2000 | LINEAR     |
| 103905 -    | 2000 DA58                | 29 febbraio 2000 | LINEAR     |
| 103906 -    | 2000 DJ58                | 29 febbraio 2000 | LINEAR     |
| 103907 -    | 2000 DW58                | 29 febbraio 2000 | LINEAR     |
| 103908 -    | 2000 DO59                | 29 febbraio 2000 | LINEAR     |
| 103909 -    | 2000 DQ59                | 29 febbraio 2000 | LINEAR     |
| 103910 -    | 2000 DS59                | 29 febbraio 2000 | LINEAR     |
| 103911 -    | 2000 DW59                | 29 febbraio 2000 | LINEAR     |
| 103912 -    | 2000 DA60                | 29 febbraio 2000 | LINEAR     |
| 103913 -    | 2000 DN60                | 29 febbraio 2000 | LINEAR     |
| 103914 -    | 2000 DR60                | 29 febbraio 2000 | LINEAR     |
| 103915 -    | 2000 DZ60                | 29 febbraio 2000 | LINEAR     |
| 103916 -    | 2000 DL61                | 29 febbraio 2000 | LINEAR     |
| 103917 -    | 2000 DS61                | 29 febbraio 2000 | LINEAR     |
| 103918 -    | 2000 DG62                | 29 febbraio 2000 | LINEAR     |
| 103919 -    | 2000 DJ62                | 29 febbraio 2000 | LINEAR     |
| 103920 -    | 2000 DM62                | 29 febbraio 2000 | LINEAR     |
| 103921 -    | 2000 DN62                | 29 febbraio 2000 | LINEAR     |
| 103922 -    | 2000 DO62                | 29 febbraio 2000 | LINEAR     |
| 103923 -    | 2000 DP62                | 29 febbraio 2000 | LINEAR     |
| 103924 -    | 2000 DC63                | 29 febbraio 2000 | LINEAR     |
| 103925 -    | 2000 DJ63                | 29 febbraio 2000 | LINEAR     |
| 103926 -    | 2000 DR63                | 29 febbraio 2000 | LINEAR     |
| 103927 -    | 2000 DA64                | 29 febbraio 2000 | LINEAR     |
| 103928 -    | 2000 DL64                | 29 febbraio 2000 | LINEAR     |
| 103929 -    | 2000 DU64                | 29 febbraio 2000 | LINEAR     |
| 103930 -    | 2000 DG65                | 29 febbraio 2000 | LINEAR     |
| 103931 -    | 2000 DN65                | 29 febbraio 2000 | LINEAR     |
| 103932 -    | 2000 DS65                | 29 febbraio 2000 | LINEAR     |
| 103933 -    | 2000 DY66                | 29 febbraio 2000 | LINEAR     |
| 103934 -    | 2000 DK67                | 29 febbraio 2000 | LINEAR     |
| 103935 -    | 2000 DS67                | 29 febbraio 2000 | LINEAR     |
| 103936 -    | 2000 DV67                | 29 febbraio 2000 | LINEAR     |
| 103937 -    | 2000 DR68                | 29 febbraio 2000 | LINEAR     |
| 103938 -    | 2000 DU68                | 29 febbraio 2000 | LINEAR     |
| 103939 -    | 2000 DJ69                | 29 febbraio 2000 | LINEAR     |
| 103940 -    | 2000 DM69                | 29 febbraio 2000 | LINEAR     |
| 103941 -    | 2000 DW69                | 29 febbraio 2000 | LINEAR     |
| 103942 -    | 2000 DE70                | 29 febbraio 2000 | LINEAR     |
| 103943 -    | 2000 DU70                | 29 febbraio 2000 | LINEAR     |
| 103944 -    | 2000 DE71                | 29 febbraio 2000 | LINEAR     |
| 103945 -    | 2000 DK71                | 29 febbraio 2000 | LINEAR     |
| 103946 -    | 2000 DG72                | 29 febbraio 2000 | LINEAR     |
| 103947 -    | 2000 DK72                | 29 febbraio 2000 | LINEAR     |
| 103948 -    | 2000 DP72                | 29 febbraio 2000 | LINEAR     |
| 103949 -    | 2000 DD73                | 29 febbraio 2000 | LINEAR     |
| 103950 -    | 2000 DK73                | 29 febbraio 2000 | LINEAR     |
| 103951 -    | 2000 DW73                | 29 febbraio 2000 | LINEAR     |
| 103952 -    | 2000 DA74                | 29 febbraio 2000 | LINEAR     |
| 103953 -    | 2000 DB74                | 29 febbraio 2000 | LINEAR     |
| 103954 -    | 2000 DM74                | 29 febbraio 2000 | LINEAR     |
| 103955 -    | 2000 DB75                | 29 febbraio 2000 | LINEAR     |
| 103956 -    | 2000 DR75                | 29 febbraio 2000 | LINEAR     |
| 103957 -    | 2000 DS75                | 29 febbraio 2000 | LINEAR     |
| 103958 -    | 2000 DC76                | 29 febbraio 2000 | LINEAR     |
| 103959 -    | 2000 DT76                | 29 febbraio 2000 | LINEAR     |
| 103960 -    | 2000 DD77                | 29 febbraio 2000 | LINEAR     |
| 103961 -    | 2000 DM77                | 29 febbraio 2000 | LINEAR     |
| 103962 -    | 2000 DZ77                | 29 febbraio 2000 | LINEAR     |
| 103963 -    | 2000 DT78                | 29 febbraio 2000 | LINEAR     |
| 103964 -    | 2000 DV78                | 29 febbraio 2000 | LINEAR     |
| 103965 -    | 2000 DW78                | 29 febbraio 2000 | LINEAR     |
| 103966 Luni | 2000 DC79                | 28 febbraio 2000 | S. Donati  |
| 103967 -    | 2000 DP79                | 28 febbraio 2000 | LINEAR     |
| 103968 -    | 2000 DX79                | 28 febbraio 2000 | LINEAR     |
| 103969 -    | 2000 DB80                | 28 febbraio 2000 | LINEAR     |
| 103970 -    | 2000 DK80                | 28 febbraio 2000 | LINEAR     |
| 103971 -    | 2000 DW80                | 28 febbraio 2000 | LINEAR     |
| 103972 -    | 2000 DD81                | 28 febbraio 2000 | LINEAR     |
| 103973 -    | 2000 DL82                | 28 febbraio 2000 | LINEAR     |
| 103974 -    | 2000 DF83                | 28 febbraio 2000 | LINEAR     |
| 103975 -    | 2000 DO83                | 28 febbraio 2000 | LINEAR     |
| 103976 -    | 2000 DR83                | 28 febbraio 2000 | LINEAR     |
| 103977 -    | 2000 DS84                | 29 febbraio 2000 | LINEAR     |
| 103978 -    | 2000 DZ84                | 29 febbraio 2000 | LINEAR     |
| 103979 -    | 2000 DN85                | 29 febbraio 2000 | LINEAR     |
| 103980 -    | 2000 DT85                | 29 febbraio 2000 | LINEAR     |
| 103981 -    | 2000 DC86                | 29 febbraio 2000 | LINEAR     |
| 103982 -    | 2000 DE86                | 29 febbraio 2000 | LINEAR     |
| 103983 -    | 2000 DG86                | 29 febbraio 2000 | LINEAR     |
| 103984 -    | 2000 DH86                | 29 febbraio 2000 | LINEAR     |
| 103985 -    | 2000 DE89                | 26 febbraio 2000 | Spacewatch |
| 103986 -    | 2000 DB90                | 27 febbraio 2000 | Spacewatch |
| 103987 -    | 2000 DS92                | 28 febbraio 2000 | Spacewatch |
| 103988 -    | 2000 DE93                | 28 febbraio 2000 | LINEAR     |
| 103989 -    | 2000 DC94                | 28 febbraio 2000 | LINEAR     |
| 103990 -    | 2000 DS94                | 28 febbraio 2000 | LINEAR     |
| 103991 -    | 2000 DC95                | 28 febbraio 2000 | LINEAR     |
| 103992 -    | 2000 DG95                | 28 febbraio 2000 | LINEAR     |
| 103993 -    | 2000 DH95                | 28 febbraio 2000 | LINEAR     |
| 103994 -    | 2000 DQ95                | 28 febbraio 2000 | LINEAR     |
| 103995 -    | 2000 DX95                | 28 febbraio 2000 | LINEAR     |
| 103996 -    | 2000 DX96                | 29 febbraio 2000 | LINEAR     |
| 103997 -    | 2000 DV97                | 29 febbraio 2000 | LINEAR     |
| 103998 -    | 2000 DE98                | 29 febbraio 2000 | LINEAR     |
| 103999 -    | 2000 DB99                | 29 febbraio 2000 | LINEAR     |
| 104000 -    | 2000 DM99                | 29 febbraio 2000 | LINEAR     |